# Christian Hosoi

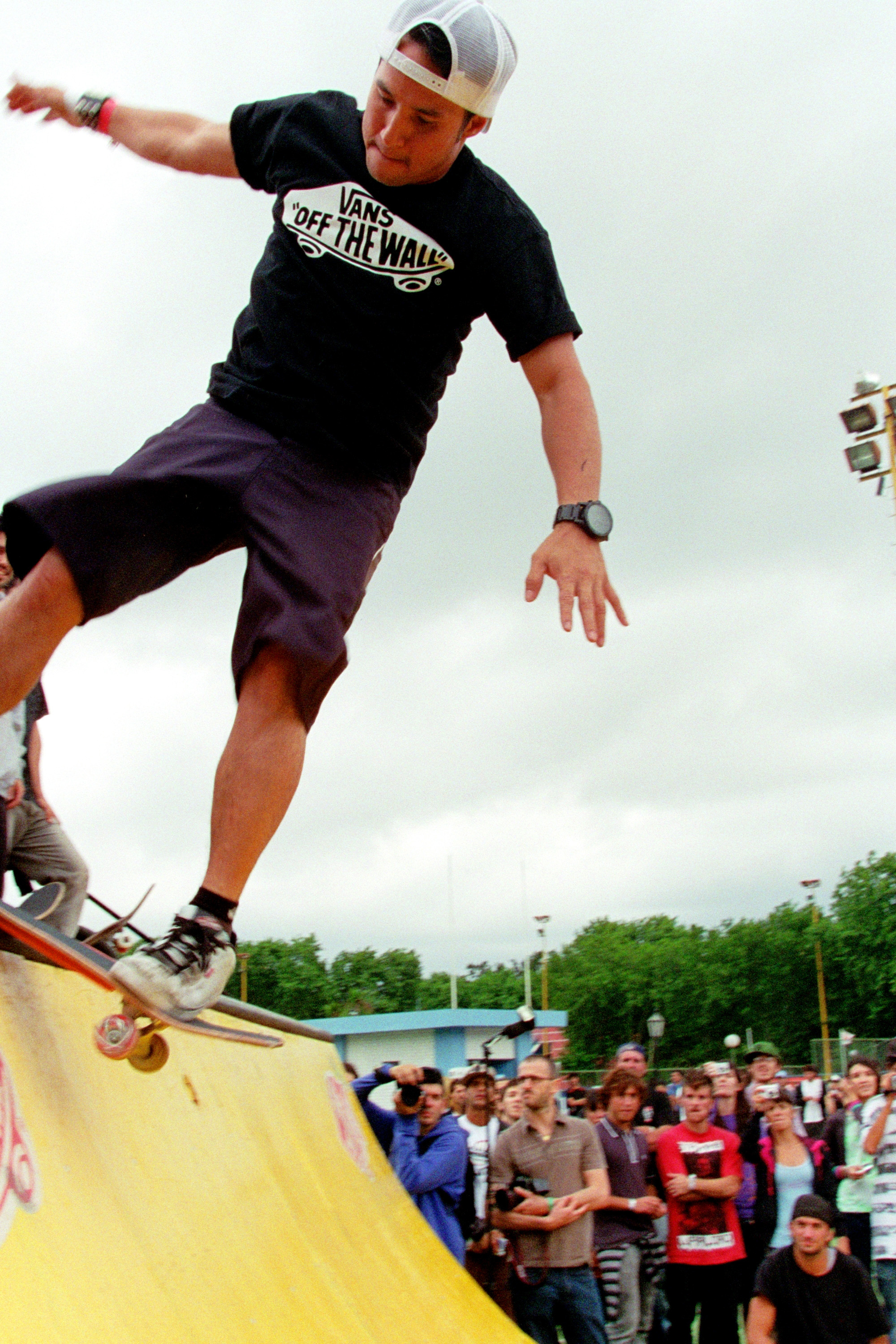
Christian Hosoi, 2008

Christian Rosha Hosoi (* 5. Oktober 1967 in Los Angeles) ist ein US-amerikanischer Profi-Skateboarder, der in der Szene auch unter den Namen Christ und Holmes bekannt ist. Gemeinsam mit Tony Hawk war Hosoi einer der berühmtesten Skateboarder der 1980er Jahre.

## Leben

### Frühe Karriere
Hosoi begann mit dem Skatesport im Alter von sechs Jahren mit Veteranen wie Shogo Kubo, Tony Alva, Stacy Peralta und Jay Adams als Vorbilder. Sein Vater Ivan „Pops“ Hosoi wurde der Geschäftsführer des Marina del Rey Skateparks, woraufhin Christian bald die Schule verließ, um dort sein Talent zu fördern. Im Jahr 1979 wurde er bereits von Powell Peralta gesponsert, verließ das Unternehmen jedoch schon ein Jahr später, weil ihn diese nicht in das Profiteam aufnehmen wollte. Er unterschrieb bei Dogtown Skateboards, welche jedoch ein Jahr später Konkurs anmelden musste, daraufhin wurde er mit 14 Jahren Profi bei Sims Skateboards.
Neben anderen Bekanntheiten wie Steve Caballero, Mike McGill, Lester Kasai und Mike Rogowski wurde Hosoi einer der
besten Skateboarder der Zeit und mit der Zeit baute sich auch eine starke Rivalität zu Tony Hawk auf. Während Christian auf Stil setzte, war Hawk technisch einen Schritt weiter. Bekannte Tricks von Hosoi waren der Christ Air und der Rocket Air, welche sogar einst aufgrund der enormen Höhe in der Luft einen Weltrekord darstellten. Dadurch gewann er an Popularität und Sponsoren wie Converse, Swatch und JimmyZ, sowie Pro-Model Wheels von Santa Cruz Speed Wheels (OJ II Hosoi Rocket) brachten Hosoi Geldsummen über seiner Erwartungshaltung.
1984 gründete sein eigenes Skateboardunternehmen Hosoi Skates, zuerst in Kooperation mit Skull Skates, dann mit NHS/Santa Cruz und veröffentlichte sein erstes eigenes Pro-Model (Hammerhead). Als der Sport Mitte der 1980er Jahre wieder populärer wurde bewies er seine Stärke beim Lotte Cup in Japan 1989, als er beide Disziplinen (Vert, Street) gewann.

### Gesetzeskonflikte
Christians Karriere stand an einem Wendepunkt, als sich nicht nur die Weltwirtschaft, sondern auch der Skatesport veränderte und viele neue Gesichter das Parkett betraten und den alten buchstäblich die Show stahlen. Hosoi war kurz darauf mit einer großen Pleite konfrontiert, nachdem auch mehrere Marktstrategien (Tuff Sk8s, Sk8 Kultur, Milk, Focus usw.) gescheitert waren, woraufhin er auch in den verstärkten Kontakt mit Drogen kam. Nach einigen Delikten und einem Haftbefehl entzog er sich der Öffentlichkeit und nahm daher auch nicht an den ersten X Games teil, welche die Vert-Disziplin wieder auferstehen ließen und den Rivalenkampf zwischen Hosoi und Hawk als Marketingmagnet verwendeten. Tony Hawk stieg dadurch zu seiner heutigen Größe auf.
Im Januar 2000 wurde er am Flughafen von Honolulu festgenommen, als er versuchte, eine größere Menge Methamphetamin von Los Angeles nach Hawaii zu schmuggeln. Er wurde zu zehn Jahren Gefängnis verurteilt und in die Haftanstalt von San Bernardino überstellt.

### Christlicher Glauben
Während Hosoi seine Strafe verbüßte, heiratete er seine Freundin Jennifer Lee und wurde ein sogenannter wiedergeborener Christ, wahrscheinlich auch durch den Einfluss seiner Frau und ihres Onkels Christopher Swain, der Pastor war. Auch während seiner Strafzeit wurde er von verschiedenen namhaften Skateboardherstellern (Black Label Skateboards) unterstützt. Im Juni 2004 wurde er schließlich wegen guter Führung auf Bewährung entlassen. Kurz darauf wurde er selbst Pastor im Sanctuary of Huntington Beach in Kalifornien und nahm seine Skateboard-Karriere wieder auf.

### Spätere Karriere
Zwei Wochen nach seiner Entlassung widmete er sich wieder dem Skatesport, welchen er während seiner gesamten Gefängniszeit nicht ausübte. Er konnte sein Talent auch bald wieder unter Beweis stellen, verließ Black Label Skateboards und konzentrierte sich auf den Wiederaufbau seines Unternehmens Hosoi Skateboards. Er erschien im christlich angehauchten Skatefilm Livin' It LA und unterschrieb bei Vans 2006 einen Vertrag, welcher ihm auch einen eigenen Pro-Model Schuh (Hosoi Sk8-Hi) sicherte. Er ist auch in dem Spiel Tony Hawk's Project 8 bzw. der Dokumentation Rising Son: The Legend of Christian Hosoi von Cesario Montaño zu sehen.

## Sponsoren
- Hosoi Skateboards
- Independent Trucks
- Quiksilver
- Ogio Backpacks
- Ninja Bearings
- Khiro Bushings
- Pro-Tec helmets
- Activemailorder.com
- Daggerskates.com
- King of Kings Skate Ministries
- Vans

## Erfolge
- War in den Top 5 in den 1980 Van's/Offshore Amateur State Finals (Kalifornien) in der Buben 11-13 Division.
- Sieger in der 1985 NSA Summer Series #5 (Vancouver): pro vert.
- Zweiter bei der Expo 1986 (Vancouver): vert
- Sieger in der 1988 Vision Skate Escape: vert.
- Sieger im 1988 Titus World Cup (Germany): vert.

## Trivia
Im Zusammenhang mit Hosois Haftstrafe im Jahr 2000 veröffentlichte die Band OPM im selben Jahr das Musikvideo zu dem Lied Heaven Is a Halfpipe. Am Ende des Videos ist ein Mann mit einem weißen T-Shirt mit der Aufschrift Free Christian Hosoi zu sehen.